# Codanhus (Herning)
 For alternative betydninger, se Codanhus. (Se også artikler, som begynder med Codanhus)
Codanhus er en bygning med 13 etager i det centrale Herning. Det er bygget i 1988 og med sine 47 meter er det Hernings højeste bygning. Bygningen er tegnet af Arkitektfirmaet C. F. Møller og var fra starten ejet af Codan og indrettet med kontorer. I 1998 blev det ombygget og indrettet med lejligheder og Codan forlod helt bygningen i 2010. Siden har der været flere forslag på at ændre navnet på bygningen, bl.a. til Finlandshuset pga. bygningens hvide og blå farver.
|  | Denne artikel om en bygning eller et bygningsværk kan blive bedre, hvis der indsættes et (bedre) billede. Du kan hjælpe ved at afsøge Wikimedia Commons for et passende billede eller lægge et op på Wikimedia Commons med en af de tilladte licenser og indsætte det i artiklen. |

56°8′8.6″N 8°57′57.76″Ø / 56.135722°N 8.9660444°Ø